# Hoplia squamigera
Hoplia squamigera är en skalbaggsart som beskrevs av Hope 1831. Hoplia squamigera ingår i släktet Hoplia och familjen Melolonthidae. Inga underarter finns listade i Catalogue of Life.